# Johan Turi
Johan Turi, nascido Johannes Olsen Thuri, também escrito Johan Tuuri, Johan Thuri ou Johan Thuuri (12 de março de 1854 – 30 de novembro de 1936), foi o primeiro autor sámi a publicar uma obra em língua lapônica.

## Biografia
Turi nasceu em Kautokeino, na Noruega, mas mudou-se com sua família para a comunidade sámi próxima a Jukkasjärvi, na Suécia, na década de 1880. Em 1904, ele conheceu a estudante de arte Emilie Demant Hatt em um trem no norte da Escandinávia. Através de um intérprete, Turi disse a Hatt que queria escrever um livro sobre os sámis, enquanto ela disse a ele que sempre desejou ser nômade. Três anos depois, tendo aprendido a língua lapônica, Hatt retornou ao norte da Escandinávia e viveu com a família de Turi. Em 1908, Turi e Hatt viveram em uma cabana numa montanha, onde ela o ajudou a escrever seu livro.

## Obra
Seu primeiro livro, publicado em 1910, foi intitulado Muitalus sámiid birra ("Um relato dos Sámi") e fala sobre a vida das pessoas que pastoreiam renas na região de Jukkasjärvi, no norte da Suécia, no começo do século XX. De maneira eclética, o livro inclui detalhes sobre as tradições sámi relacionadas à educação das crianças, à caça, à medicina, à cultura (yoik) e ao folclore.
Muitalus já foi traduzido para mais de dez idiomas, dentre eles o inglês, sueco, finlandês e japonês.

## Obras sobre o autor
- Gaski, Harald; Domokos, Johanna (2019). Interkultureller Dialog im Norden (em alemão). Freiburg: Skandinavisches Seminar der Albert-Ludwigs-Universität Freiburg. pp. 9–17. ISBN 978-3-9816835-4-7
- Kuutma, Kristin (2003). «Collaborative Ethnography before Its Time: Johan Turi and Emilie Demant Hatt». Scandinavian Studies (em inglês)